# لی‌لا برینیونه
لی لا بری نیونه (ایتالیایی: Lilla Brignone؛ ‏ ۲۳ اوت ۱۹۱۳ – ۲۴ مارس ۱۹۸۴) بازیگر اهل ایتالیا بود.
از فیلم‌هایی که وی در آن نقش داشته است، می‌توان به صحرای تاتارها، کسوف، گذرنامه سرخ، شام دلقک، عشاق و دیگر وابستگان، راهبهٔ مونتزا و بداندیش اشاره کرد.